# Foro para la Cooperación entre China y África

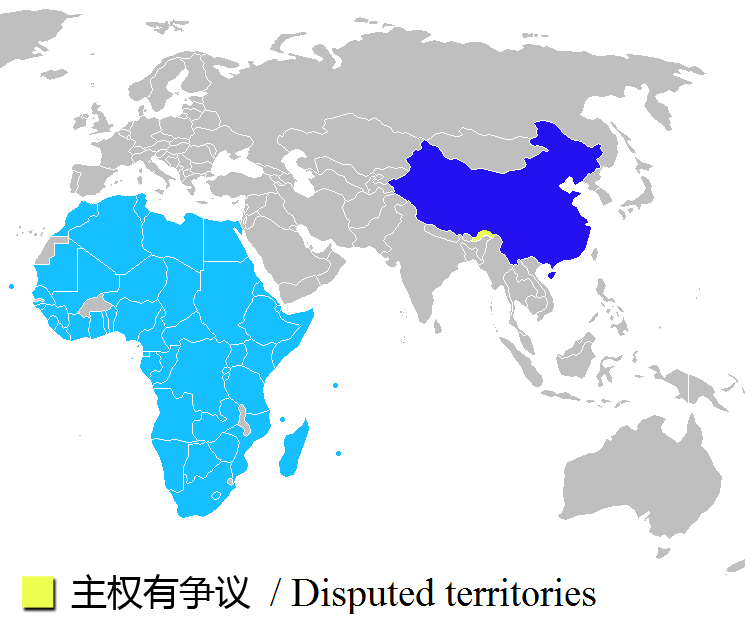
Países miembros de la FOCAC

El Foro para la Cooperación entre China y África (Forum on China-Africa Cooperation, FOCAC) es un foro oficial entre la República Popular de China y los estados de África. La primera conferencia ministerial de este foro fue realizada en Pekín en 2000.
La primera cumbre de la FOCAC y la tercera conferencia ministerial se llevaron a cabo en Pekín entre el 5 y 6 de noviembre de 2006.